# Kavka Shishido
Yūna Shishido (宍戸佑名 Shishido, Yūna?) (Ciudad de México, 23 de junio de 1985) más conocida como Kavka Shishido (シシド・カフカ Shishido Kafuka?), es una actriz, cantante, modelo y baterista japonesa-mexicana. Originalmente miembro de la banda de rock The News, debutó como solista en 2012 y publicó su álbum debut Kavkanize en 2013. Toca la batería de forma destacada en todas sus promociones. El editor Junpei Watanabe le dio el nombre artístico de "Kavka". Shishido siempre vestía de negro, lo que le recordaba a un cuervo, así qué eligió la palabra checa Kavka, que hace referencia al grajo.

## Biografía
Shishido nació en la Ciudad de México en 1985 de padres japoneses. Vivió allí hasta los dos años, y más tarde fue a Japón para cursar la escuela primaria. Posee doble nacionalidad con Japón y México. Entre los 13 a 14 años, Shishido vivió en Argentina. Aprendió español para utilizarlo en su vida diaria, aunque al volver a Japón lo olvidó porque no tenía a nadie con quien practicar. A los 14 años, Shishido se animó a tocar la batería después de ver una actuación en directo en la televisión. Le gustó la idea de que el batería fuera un "héroe anónimo" de la banda, después de darse cuenta de que la cámara nunca enfocaba al batería. Daniel "Pipi" Piazzolla, baterista y nieto del músico de tango Astor Piazzolla, le enseñó a tocar la batería por primera vez a los 14 años. Shishido comenzó a actuar con su propia voz a los 20 años. 
En 2004, Shishido se unió a la banda femenina The News como su tercer baterista.
En 2005, Shishido empezó a colaborar con el batería de The High-Lows, Kenji Ohshima y el productor de Uverworld, Satoru Hiraide, y formaron juntos una banda llamada Eddy12 (estilizada como eddy12). During this period, Shishido started to perform in her signature style, performing the drums and singing simultaneously.
Mientras formaba parte de Eddy12, Shishido fue ojeada por una discográfica para que debutara como músico en solitario. Fue ojeada antes de que empezara a tocar la batería como parte de su actuación, pero volvió a añadirla durante las conversaciones sobre cómo diferenciarse de otros músicos. Dejó The News en 2009, aunque siguió trabajando con sus compañeros de la banda Eddy12, que actúan como productores.
Debutó bajo Imperial Records con el sencillo digital "Day Dream Rider" en mayo de 2012. Desde entonces, Shishido ha lanzado tres singles físicos, "Aisuru Kakugo", "Music" y "Kiken na Futari". Este último se utilizó como tema de apertura del drama de TV Asahi Doubles: Futari no Keiji. Shishido lanzó su álbum debut, Kavkanize, el 4 de septiembre de 2013. En febrero de 2014, Shishido realizó su primera gira japonesa tras el lanzamiento de su single "Wagamama"/"Miss. Miss Me".
En septiembre, se anunció que Shishido había cambiado de discográfica a la recién creada Justa Music, un subsello de Avex Group, y que protagonizaría la segunda serie del drama de moda de Erika Sawajiri First Class.
Su primer lanzamiento bajo el sello es la canción "Don't Be Love", que cuenta con la colaboración del veterano cantautor Kazuyoshi Saito, y se utilizará como tema principal del drama de Fuji Television de 2015 Isha-tachi no Ren'ai Jijō.
Esta canción también sirve como tema principal de K5, un extended play especial en el que Shishido colaborará con cinco músicos diferentes, publicado en junio de 2015.

## Otras actividades

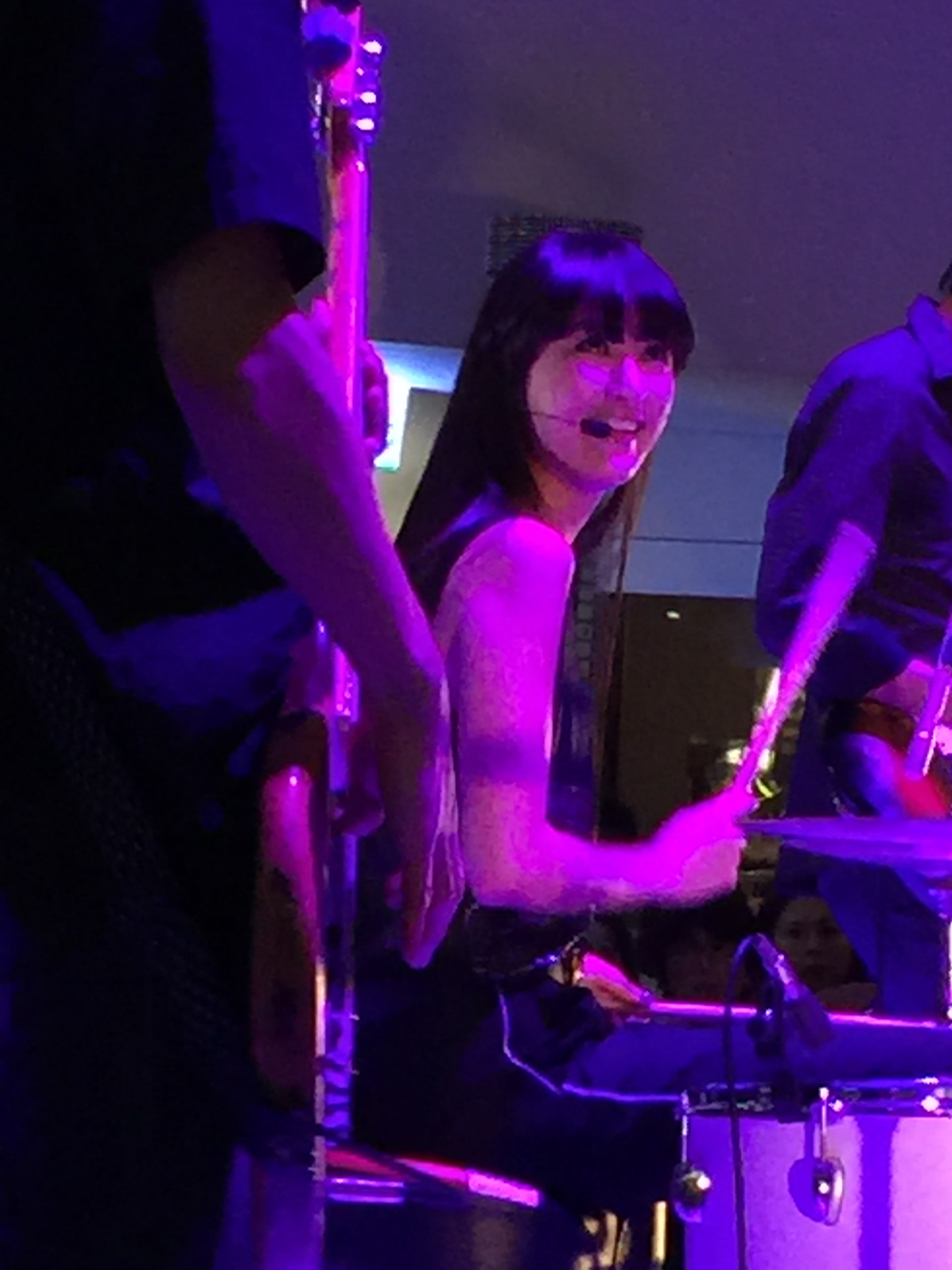
Shishido en el Vogue Fashion's Night Out en 2015.

Desde su debut como músico, Shishido ha trabajado como modelo de pasarela. Ha participado en la Colección Kobe de 2012, la Pasarela de Tokio en 2012 y 2013, la Semana de la Moda de Laforet de 2012 y la Colección Asia de Fukuoka de 2013. Shishido debutó como actriz en la adaptación cinematográfica de acción real de Ai Ore! en 2012. Shishido debutó como personalidad radiofónica en 2013, y tiene programas de radio en All Night Nippon y Bay FM.  Shishido también se convirtió en el baterista en el programa de variedades KinKi Kids Shin Dōmoto Kyōdai en 2013.  En 2014 se unió a la segunda temporada del drama de Erika Sawajiri First Class, como la diseñadora de moda Namie Kawashima. 
Desde el 21 de octubre de 2018 Shishido Kavka y Santiago Vázquez invitan a varios músicos a una presentación improvisada llamada "el tempo", que interactúa con el público a través de señales con las manos, inspirada en los eventos "LA BOMBA DE TIEMPO" y "LA GRANDE" que se realizan desde 2006 en Buenos Aires, donde creció. En 2017 cantó el tema Recuérdame para la versión japonesa de la película de Disney y Pixar, Coco (2017).

### Productos y patrocinios
Shishido protagonizó su primer anuncio a escala nacional para el snack de Glico Pretz', que se estrenó en febrero de 2013. En él aparece Shishido tocando la batería en la biblioteca del Monasterio de Strahov en Praga.

## Filmografía
- 2014 FujiTV serie dramática "First Class" como Nami Kawashima
- 2015 Película "Z Island"
- 2016 Película "Too Young to Die! Die young"
- 2017 NHK serie dramática "Hiyokko" como Sanae Kusaka
- 2017 TBS serie dramática "Kanna San!" como Mari Kusakabe
- 2017 NTV serie dramática "Visual Detective Higurashi Traveler" como Sumire Masuko
- 2019 TBS serie dramática "I will return on time." como Kanako Mitani
- 2020 NHK Película "Hamra Akira-The most unlucky detective in the world-" como Akira Hamura * Primer estelar
- 2021 NTV serie dramática "Red Eyes Surveillance Investigation Team" como Yumiko Minatogawa
- 2021 serie dramática de Hulu "Red Eyes Surveillance Investigation Team The First Mission"
- 2021 serie dramática Asahi Friday Night "The Drifter" as Kotone Furuichi * Capítulos 3-5